# Juan XIV de Constantinopla
Juan XIV Calecas (en griego: Ίωάννης ΙΔ 'Καλέκας) fue patriarca ecuménico de Constantinopla desde febrero de 1334 al 2 de febrero de 1347. Participó del concilio de Constantinopla de 1341 que condenó a Barlaam Calabro y exoneró a Gregorio Palamás. Se volvió contra el regente Juan Cantacuceno tras proclamarse este emperador en Didimótico y, apoyado por la emperatriz Ana de Saboya y Alejo Apocauco, se autoproclamó regente, lo que desencadenó la segunda guerra civil de Bizancio. Sin embargo, condenó el hesicasmo y a Gregorio Palamás. Tras el asesinato de Alejo Apocauco, los vientos soplaron a favor de Juan Cantacuceno y, en la víspera de su entrada a Constantinopla, Juan XIV fue depuesto por Ana de Saboya y condenado por el sínodo patriarcal. Tras un breve exilio en Didimótico, pudo regresar a Constantinopla, donde murió el 29 de diciembre de 1347.

## Lucha contra el hesicasmo
Probablemente nacido en 1282 en Apro, Tracia, Juan se crio en un medio modesto. Se casó y tuvo un hijo y una hija. Ordenado sacerdote, pronto llegó a ser el protegido de Juan Cantacuceno, primer ministro y general en jefe de los ejércitos de Andrónico III Paleólogo, quien lo introdujo en la corte. También fue Cantacuceno el que, contra la voluntad del sínodo patriarcal, hizo que a Juan Calecas lo eligiesen primero obispo metropolitano de Tesalónica, después patriarca de Constantinopla, en febrero de 1334, sucesor de Isaías.
La polémica sobre el hesicasmo -término que significa «paz»- surgió de la confrontación entre un monje del monte Athos, Gregorio Palamás (1296-1359), y un filósofo grecolatino de Calabria llamado Barlaam. Para los hesicastas, el conocimiento de Dios podía alcanzarse intuitivamente fijando la atención en el corazón mientras se recitaba indefinidamente la invocación «Señor Jesús, Hijo de Dios, ten piedad de mi». Barlaam, como filósofo, privilegiaba el enfoque platónico según el cual todo esfuerzo que involucrase al cuerpo no podía sino perjudicar a la razón. La disputa recrudeció hasta principios de junio de 1341, cuando el emperador Andrónico III, que apoyaba a Palamás, convocó al quinto concilio de Constantinopla, al final del cual Juan XIV, aunque bastante favorable a Barlaam, no se opuso a condenarlo. El patriarca, de hecho, lo que no quería era una disputa teológica en un momento en que la salud del emperador hacía prever cercano su final.

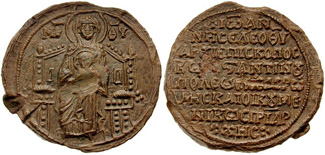
Sello del patriarca Juan XIV Calecas

Un segundo concilio se reunió en agosto de 1341 y se pronunció de nuevo en favor de Palamás. Fallecido Andrónico III el 15 de junio, fue Cantacuceno quien presidió el concilio. La rivalidad entre Cantacuceno y Juan XIV estalló a plena luz del día. El patriarca no deseaba en absoluto avalar las decisiones de alguien que, como él, se pretendía regente del imperio. Aunque la emperatriz viuda tenía poca inclinación por las cuestiones teológicas, estaba bajo la influencia del patriarca y se puso de su lado. Por su parte, Gregorio Palamás se encontraba en Constantinopla al morir el emperador y se manifestó, naturalmente, a favor del derecho de Cantacuceno a la regencia.
Palamás era demasiado prestigioso para que el patriarca lo hiciese callar, así que lo relegó a un oscuro monasterio del Bósforo. Pero la disputa no amainó, y varios teólogos intervinieron a favor de Palamás. En 1343, Calecas lo arrestó y encarceló. En noviembre de 1344, un sínodo patriarcal excomulgó a Palamás y propuso la rehabilitación de su adversario, Gregorio Acindino. Palamás quedó preso hasta después de la muerte de Juan XIV. Durante el mismo sínodo, el patriarca logró hacer que excomulgaran al obispo electo de Monembasia, Isidoro, discípulo de Palamás que debía sucederlo.

## La guerra civil
Tras la muerte de Andrónico III en junio de 1341, surgieron dos facciones. Andrónico dejó el trono a Juan V Paleólogo, que entonces tenía nueve años y aún no había sido proclamado ni coronado coemperador. Esto creaba un vacío legal y ponía en cuestión el gobierno imperial. Según la tradición, la regencia debía regresar a la emperatriz viuda, Ana de Saboya. Sin embargo, el patriarca Juan Calecas también reivindicó para sí el título de regente, basándose en el hecho indiscutible de que el emperador Andrónico ya lo había nombrado regente al abandonar Constantinopla en 1334, y una segunda vez mientras estaba en campaña en el norte de Grecia. Tomando la delantera, Cantacuceno se proclamó regente y se instaló en el palacio imperial, apoyándose en su estrecha relación con el difunto emperador y en que era el encargado de facto de los asuntos de Estado.
La emperatriz viuda Ana de Saboya, aunque detestaba a Cantacuceno, al principio aceptó el hecho consumado. Pero entonces entró en escena el ambicioso mega dux (almirante de la armada) Alejo Apocauco. Discípulo de Cantacuceno, Alejo intentó primero convencer a su antiguo mentor de proclamarse emperador, esperando así un nuevo avance. Pero cuando este se rehusó, Alejo cambió de alianza y se puso del lado del patriarca y la emperatriz viuda, que lo nombró eparco de Constantinopla.
Al principio, Cantacuceno intentó arreglar el problema negociando. Pero sus enviados fueron encarcelados sistemáticamente y sus partidarios fueron excomulgados por el patriarca Juan XIV, que había hecho que el joven Juan V lo proclamase regente de modo oficial. El 19 de noviembre de 1341, después de que Cantacuceno se hiciera proclamar -aunque no coronar- emperador en Didimótico, la regencia procedió al solemne coronamiento de Juan V y el patriarca Calecas excomulgó a Cantacuceno.
Durante los primeros años, la regencia de la emperatriz y del patriarca, con ayuda del mega dux, corrió con la ventaja. Pero ayudado por Orcán I, soberano del emirato otomano, y de Umur Bey, fue Juan Cantacuceno quien a partir de 1345 sacó ventaja. Ese mismo año Alejo Apocauco fue asesinado por los prisioneros de una nueva prisión que estaba inspeccionando, lo que significó un duro golpe para la regencia. Como Esteban Dusan se había hecho coronar en 1346 y Alejandro de Bulgaria se había hecho coronar «emperador de los búlgaros y los griegos», a Cantacuceno no le quedó más remedio que coronarse también, lo que hizo en Adrianópolis, en una ceremonia que presidió el patriarca exiliado de Jerusalén, la más alta dignidad eclesiástica disponible después de Calecas. Además convocó a los obispos favorables a Palamás a una reunión en Adrianópolis, en la que se depuso a Juan Calecas. Cantacuceno entró en Constantinopla en 1347 y selló un acuerdo con Ana de Saboya, según el cual él reinaría como emperador principal junto con Juan V durante 10 años, tiempo en que este alcanzaría la mayoría de edad y a partir del cual ambos emperadores compartirían en condición de igualdad el trono.

## Caída y últimos años
Mientras tanto, la disputa sobre el hesicasmo continuó. Durante la guerra civil, los ricos y poderosos propietarios que dominaban el país se unieron a Cantacuceno, mientras que la población general, a menudo en la miseria, apoyó a la emperatriz y al Patriarca. A esta división campo/ciudad se superpuso la de los palamitas y anti-palamitas. De hecho, la posición más bien conservadora y antioccidental de los aristócratas, así como su postura ferozmente ortodoxa y su oposición a los monasterios católicos, explicaban su creciente apego al movimiento hesicasta, cuyos puntos de vista en gran medida eran rechazados en las ciudades. Aunque los hesicastas o palamitas no se alineaban todos con Cantacuceno ni los anti-palamitas con la regencia, ser partidario del palamismo pronto se convirtió en sinónimo de serlo de Cantacuceno, y ser anti-palamita equivalía a apoyar a la emperatriz y al patriarca.
Deseosa de unirse a los defensores de Cantacuceno que apoyaban a Palamás, la emperatriz, que se había reconciliado con Cantacuceno, convocó a un sínodo en febrero de 1347 presidió por este. Juan Calecas se negó a asistir. El sínodo confirmó in absentia la decisión tomada en la reunión de obispos de Adrianópolis y oficialmente depuso a Juan XIV el 2 de febrero, a la vez que excomulgó a Gregorio Acindino.
Las decisiones del sínodo fueron publicadas en marzo en un decreto imperial de Juan VI, y las aprobó otra asamblea en la que se sentaron los patriarcas de Jerusalén y los obispos presentes en el Sínodo de Adrianópolis. En mayo de 1347, un monje palamita del Monte Athos, Isidoro Buquiras, reemplazó a Juan Calecas, quien debió exiliarse. Sin embargo, hacia fines de 1347, Juan XIV obtuvo permiso para regresar a Constantinopla, donde falleció el 29 de diciembre del mismo año.